# Jörg Flechtner
Jörg Flechtner (* 1969 oder 1970 in München) ist ein deutscher Unternehmer und Sportfunktionär. Seit 2024 ist er Präsident des Deutschen Ski-Verbandes.

## Leben und Wirken
Flechtner ist seit 2012 Geschäftsführer und Gesellschafter der Portfolio Control GmbH in Starnberg. Zuvor war er viele Jahre bei Banken in diversen Tätigkeitsbereichen und leitenden Funktionen tätig. Von 2007 bis 2017 war er Mitglied des Beirats des 1. FC Nürnberg. Von 2014 bis 2024 war er Schatzmeister und Vizepräsident des Deutschen Ski-Verbandes. Im Oktober 2024 wurde er als Nachfolger von Franz Steinle zum Präsidenten des Deutschen Ski-Verbandes gewählt.
Außerdem war Flechtner als Lehrbeauftragter an der Privatuniversität Schloss Seeburg und der Hochschule für angewandtes Management in Ismaning tätig.